# Alfredo Rossi Vezzani
Alfredo Rossi Vezzani (Milano, 6 agosto 1906 – Adrogué, 5 settembre 1986) è stato un pianista italiano, particolarmente noto nella sua epoca come rinomato accompagnatore di solisti e cantanti.

## Biografia
Avviato allo studio del pianoforte dalla madre, Gisella Vezzani (prima ballerina del Teatro alla Scala), all'età di 6 anni venne ammesso al Conservatorio "Giuseppe Verdi" di Milano, dove ottenne una borsa di studio per proseguire gli studi con Vincenzo Appiani. Terminati gli studi pianistici nel luglio 1925,  nel 1931 si diplomò in composizione sotto la guida di Arrigo Pedrollo, sempre presso il conservatorio meneghino.
Si affermò nei concorsi "Durini" ed "Erba", e vinse inoltre il primo premio al concorso indetto dal Sindacato Interprovinciale Lombardo dei Musicisti (premio condiviso con Arturo Benedetti Michelangeli). In seguito continuò a perfezionarsi con Nicola Janigro, padre del celebre violoncellista Antonio Janigro.
Intraprese la carriera internazionale in ambito cameristico a partire dal 1937, proprio esibendosi a fianco di Antonio Janigro a Parigi (Salle Pleyel), Zagabria, Brescia e Bolzano. Aveva a quel tempo già all'attivo vari concerti in Italia, sia solistici che come accompagnatore di suo fratello Umberto (violoncellista), sua sorella Eliane Rossi (soprano), Carlo Felice Cillario e Arrigo Tassinari, tra gli altri. In questo periodo era inoltre docente presso il Conservatorio di Milano e quello di Bergamo.
Alla fine della Seconda guerra mondiale, al seguito dell'Orchestra da Camera di Milano, diretta da Michelangelo Abbado, ebbe grande successo in Spagna, tenendovi in seguito molti concerti sia solista che da accompagnatore. Lì conobbe ed ebbe come allieva, Andrea Miguel Llorente, cantante che sarebbe poi diventata sua moglie. Si sposarono a Madrid il 20 giugno 1948, si stabilirono in Spagna ed ebbero in seguito due figli, Lucia e Roberto.
Tra le varie collaborazioni fino al 1951 spiccano quelle con Enrico Mainardi, Antonio Janigro, Franco Gulli, Georg Kulenkampff, Ida Haendel, Cesare Ferraresi, Pierre Fournier, Vasa Prihoda, Gaspar Cassadò, Wanda Luzzato, Camilla Wicks e André Navarra, tenendo numerosi concerti a Milano (Angelicum, Teatro Olimpia, Casa della Cultura), Roma (Teatro Eliseo), Trieste (Teatro Verdi), Bolzano (Konzertverein), Bari (Teatro Petruzzelli), Barcellona (Palau de la Musica, Gran Teatre del Liceu), Valencia, Granada, Vigo, Santader, Valladolid, Bilbao, Pamplona, Madrid, Pontevedra e altre città spagnole.
Nel 1950, durante una fortunata tournée in Brasile con Fournier, ricevette interessanti offerte di lavoro in Sud America e decise pertanto di trasferirsi a Buenos Aires, in Argentina, città in cui la madre e tre delle sue sorelle erano emigrate in precedenza. Si imbarcò con la sua famiglia da Barcellona il 30 marzo 1951, a bordo del transatlantico Conte Biancamano, sbarcando il 14 aprile 1951 a Buenos Aires, dove si stabilì definitivamente.
La sua attività concertistica in quegli anni conobbe un ulteriore incremento. Si esibì a fianco di Pierre Fournier e Ida Haendel, Louis Kaufman, Renato de Barbieri, Ruggiero Ricci, Wanda Luzzato, Erno Valasek, Elisabeth Schwarzkopf, Alfredo Campoli, Henryk Szeryng (per suonare con il quale tornò in Italia), Ricardo Odnoposoff, Victoria de los Ángeles, Sirio Piovesan, Christian Ferras, Bernard Michelin, Salvatore Accardo e Uto Ughi. Si esibì in tutto il Sud America: al Teatro Colon di Buenos Aires e in tutta l'Argentina, al Teatro Solís di Montevideo e vari altri dell'Uruguay, Brasile (anche al Teatro Municipal di Rio de Janeiro), Cile, Colombia ed Ecuador. Tornò in Europa per alcuni concerti (Italia, Spagna e Portogallo) e si esibì in tournée anche in Asia (Giappone, Macao, Cina, Singapore, Malesia, Thailandia, India, Iran).
Si esibì in pubblico fino al 1983, diradando solo negli ultimi anni le sue apparizioni.

## Discografia parziale
- Concerto con Montserrat Caballé: pezzi di Franz Schubert, Richard Strauss, Claude Debussy, Enrique Granados e Joaquín Rodrigo. 11 settembre 1965, Teatro Colón di Buenos Aires, Argentina (EKR CD P2 Eklipse).[31]
- Ludwig Hoelscher / Bernard Michelin: TBS Vintage Classics. 29 maggio 1960, Osaka ABC Hall, Giappone.
- Poesías de Juana de Ibarbourou. Beethoven, Fauré, Grieg, Prokofiev, Ravel, Schubert y Szymanowski. Voci: Inda Ledesma e Iris Marga. Musica: Anahi Carfi e Alfredo Rossi. 19 giugno 1972. Disco GPE 1004. Editorial Aguilar Argentina. Buenos Aires.[32]
- Victoria de los Ángeles canta a Nin. Antologia di concerti con diversi pianisti, Rossi l'accompagna in "Canço de Nadal". Registrato a Montevideo, Uruguay, 1954.